# Rekiny i płotki
Rekiny i płotki (ang. Beggars and Choosers, 1999–2000) – amerykańsko-kanadyjski serial komediowy stworzony przez Petera Lefcourta i Brandona Tartikoffa.
Jego światowa premiera odbyła się 19 czerwca 1999 roku na kanale Showtime. Ostatni odcinek został wyemitowany 12 grudnia 2000 roku. W Polsce serial nadawany był dawniej na kanałach TVP1 i TVP3.

## Obsada
- Brian Kerwin jako Rob Malone
- Charlotte Ross jako Lori Volpone
- Tuc Watkins jako Malcolm Laffley
- Isabella Hofmann jako Cecile Malone
- William McNamara jako Brad Advail
- Paul Provenza jako Parker Meridian
- Keegan Connor Tracy jako Audrey Malone
- Bill Morey jako Emory "E.L." Luddin
- Carol Kane jako Lydia "L.L." Luddin
- Sherri Saum jako Casey Lenox
- Beau Bridges jako Dan Falco